# Richard Lovelace

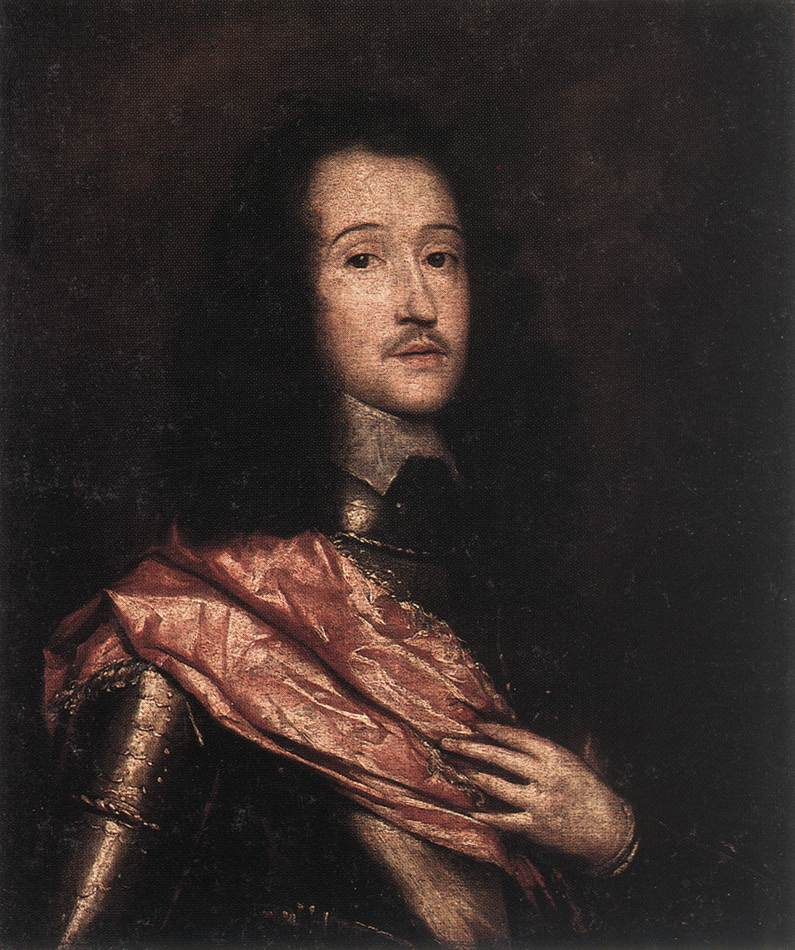
Richard Lovelace.

Richard Lovelace (1618-1657 o 1658) fue un poeta inglés, nacido en Lovelace place, en el condado de Kent.
Fue uno de los poetas caballeros y un destacado realista. Apoyó al rey Carlos I durante la guerra civil lo que le llevó a prisión en 1648. Durante su cautiverio, apoyó económicamente a las tropas realistas y murió en la más absoluta miseria poco tiempo después. Su hermano se encargó de que sus poemas fueran publicados en una recopilación póstuma. 
Su principal musa fue Lucy Scheverell a la que llamaba Lux Casta. A ella le dedicó sus más destacados poemas The Lucasta poems.